# Liste der Naturschutzgebiete in Braunschweig
In Braunschweig gibt es sechs Naturschutzgebiete (Stand März 2024).
| Name des Gebietes                | Bild           | Kennung | WDPA   | Landkreis / Stadt  | Beschreibung / Bemerkungen | Standort | Fläche in Hektar | Jahr der Verordnung |
| -------------------------------- | -------------- | ------- | ------ | ------------------ | -------------------------- | -------- | ---------------- | ------------------- |
| Braunschweiger Okeraue           | weitere Bilder | BR 118  | 329298 | Stadt Braunschweig |                            | Position | 310,81           | 2004                |
| Lammer Holz                      | weitere Bilder | BR 072  | 164330 | Stadt Braunschweig |                            | Position | 25,44            | 1986                |
| Mascheroder- und Rautheimer Holz | weitere Bilder | BR 153  |        | Stadt Braunschweig |                            | Position | 155              | 2018                |
| Mehlkamp und Heinenkamp          | weitere Bilder | BR 164  |        | Stadt Braunschweig |                            | Position | 56               | 2021                |
| Riddagshausen                    | weitere Bilder | BR 001  | 82409  | Stadt Braunschweig |                            | Position | 521,59           | 2003                |
| Thuner Sundern                   |                | BR 178  |        | Stadt Braunschweig |                            | Position | 44               | 2024                |